# Urroz-Villa
Urroz-Villa – gmina w Hiszpanii, w Nawarze, o powierzchni 11,2 km². W 2011 roku gmina liczyła 398 mieszkańców.